# موعد مع الجريمة
موعد مع الجريمة (بالإنجليزية: Velocity)‏ هي رواية بوليسية، وتدخل ضمن أدب الرعب للكاتب والروائي دين كونتز.

## قصة الرواية
تتحدث الرواية عن شخصية تدعى بيلي ويلز وهو نادل بسيط، كاتب قليل الشهرة، عاشق وفي يرعى محبوبته الراقدة في غيبوبة لسنوات متصلة، يُسّجل ما تنطق به خلال نومها ويحاول استنتاج أحلامها، هل هي آمنة سعيدة؟ أم تعاني؟ 
يجد بيلي رسالة مطبوعة على الآلة الكاتبة في سيارته مكتوب فيها:«إذا لم تأخذ هذه الورقة إلى الشرطة سأقتل امرأة شقراء جميلة، وإذا نفذت تعليماتي سأقتل بدل عنها امرأة عجوز ناشطة في العمل الخيري أمامك ست ساعات لتقرر. الخيار خيارك» لكن في أقل من 24 ساعة يجد بيلي ويلز أن حياته قد تحولت بسرعة إلى كابوس، لأن مدرسة شقراء قد قٌتلت بالفعل وها هو الآن يتلقى رسالة أخرى، وأمامه موعد نهائي آخر.
هذه المرة يعرف أن المسألة ليست مزحة، إنه يتسابق مع قاتل أسرع من الشر نفسه، ويوجب على بيلي قبول هذا التحدي المروع: "الخيار خيارك".
أحداث سريعة دسمة مليئة بالألغاز مثيرة للاهتمام، تٌظهر تفكيراً عميقاً، وفهماً لطبائع البشر.